# Sault-lès-Rethel
Sault-lès-Rethel är en kommun i departementet Ardennes i regionen Grand Est (tidigare regionen Champagne-Ardenne) i nordöstra Frankrike. Kommunen ligger  i kantonen Rethel som ligger i arrondissementet Rethel. År 2022 hade Sault-lès-Rethel 1 932 invånare.

## Befolkningsutveckling
Antalet invånare i kommunen Sault-lès-Rethel
Referens: INSEE